# Polydora spongicola
Polydora spongicola är en ringmaskart som beskrevs av Miles Joseph Berkeley 1950. Polydora spongicola ingår i släktet Polydora och familjen Spionidae. Inga underarter finns listade i Catalogue of Life.